# Karl Weisenberger
Pour les articles homonymes, voir Weisenberger.
Karl Weisenberger (29 septembre 1890 à Wurtzbourg - 28 mars 1952 à Kempten) est un général d'infanterie allemand qui a servi au sein de la Heer dans la Wehrmacht pendant la Seconde Guerre mondiale.
Il a été récipiendaire de la croix de chevalier de la croix de fer. Cette décoration est attribuée pour récompenser un acte d'une extrême bravoure sur le champ de bataille ou un commandement militaire effectué avec succès.

## Biographie
Weisenberger s'engage le 1er octobre 1909 comme volontaire d'un an dans le 9e régiment d'infanterie royal bavarois (de) de l'armée bavaroise à Wurtzbourg. Le 26 octobre 1911, il est promu lieutenant dans le 20e régiment d'infanterie royal bavarois (de). 

## Décorations
- Croix de fer (1914)
  - 2e classe
  - 1re classe
- Insigne des blessés (1914)
  - en Noir
  - en Argent
- Croix d'honneur
- Agrafe de la croix de fer (1939)
  - 2e classe
  - 1re classe
- Médaille du Front de l'Est
- Ordre de la Croix de la Liberté 1re classe avec glaives
- Croix allemande en Or (13 août 1944)
- Croix de chevalier de la croix de fer
  - Croix de chevalier le 29 juin 1940 en tant que Generalleutnant et commandant de la 71e division d'infanterie[1]